# Vinci (plaats)

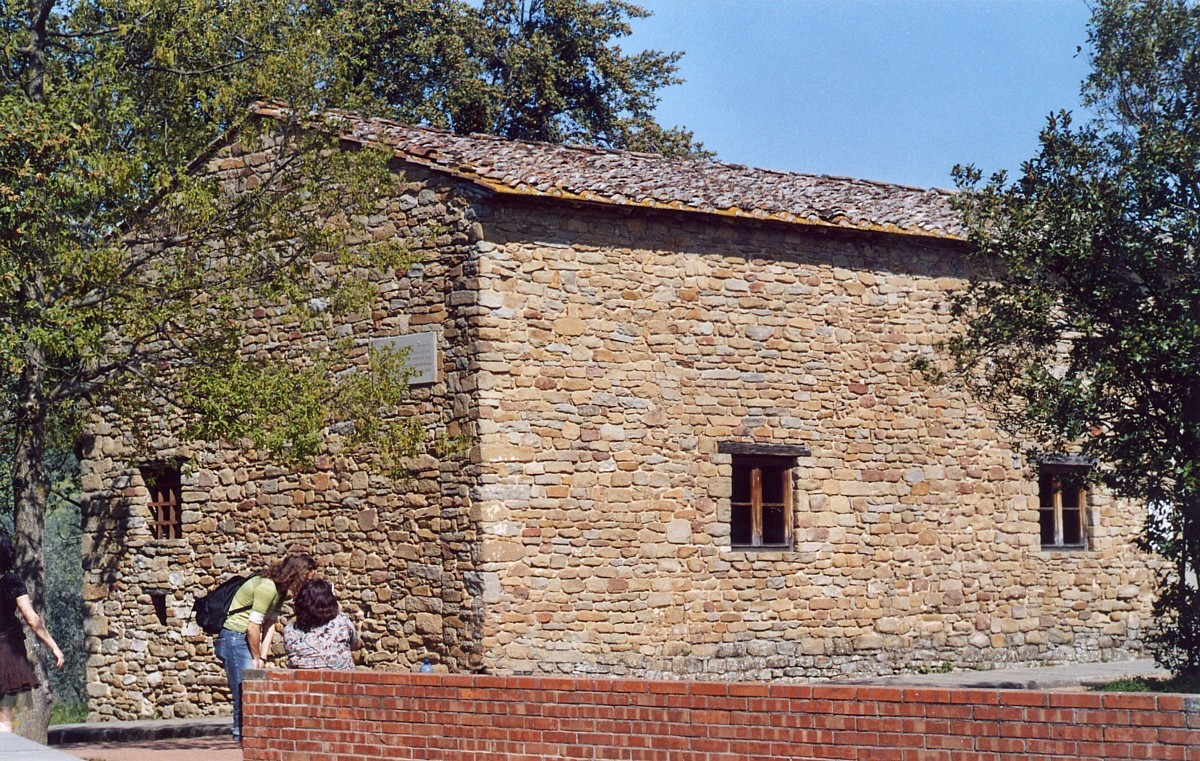
Leonardo's geboortehuis in Vinci

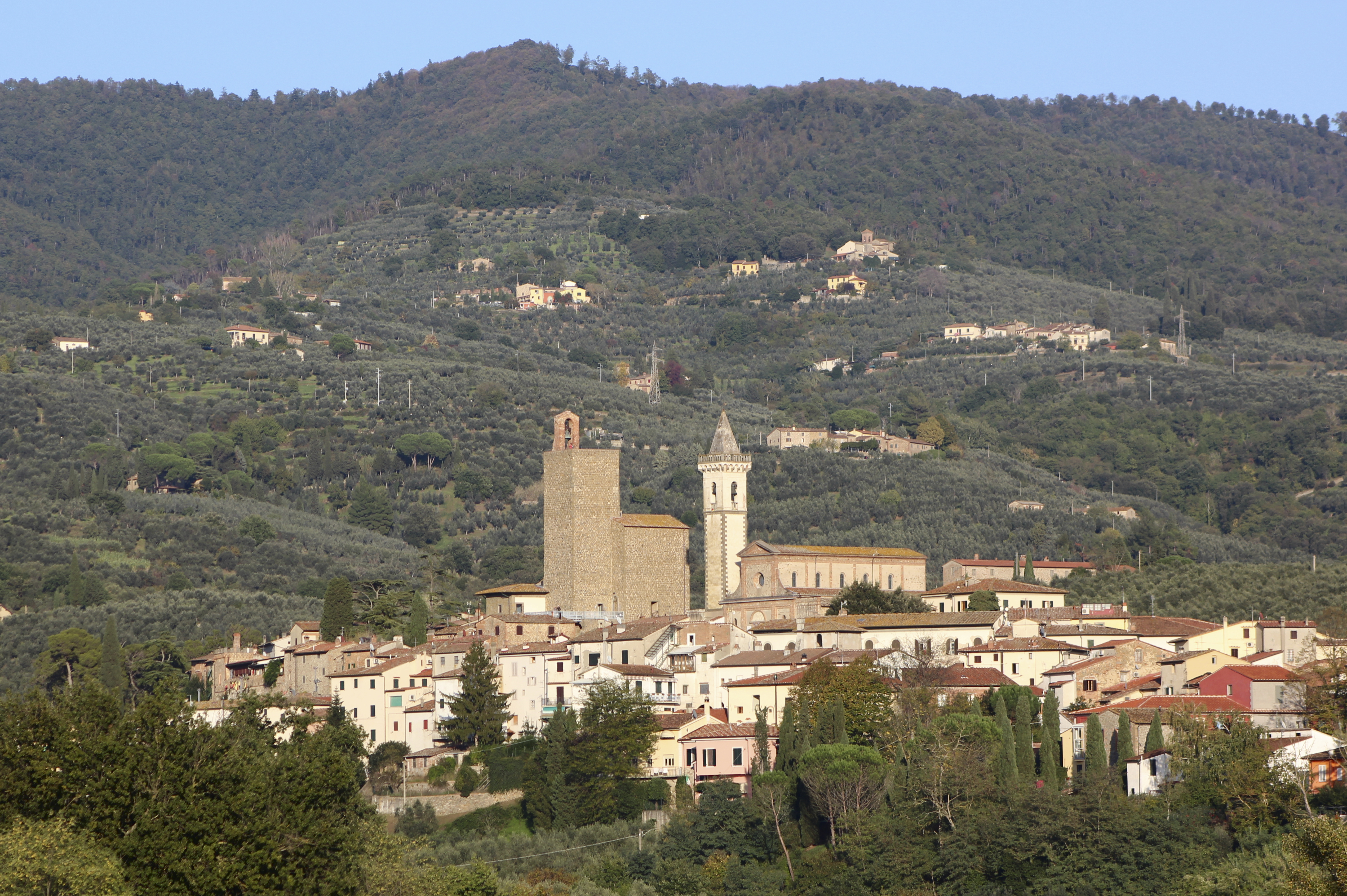
Zicht op Vinci. In het grote gebouw links van de kerk is het museum van Leonardo da Vinci gevestigd.

Vinci is een gemeente in de Italiaanse metropolitane stad Florence (regio Toscane) en telt ruim 14.497 inwoners (30-11-2021).

## Demografie
Het aantal inwoners steeg in de periode 1991-2013 met bijna 6,7% volgens ISTAT.
| Jaar | Inwoneraantal |
| ---- | ------------- |
| 1991 | 13.747        |
| 2001 | 13.778        |
| 2004 | 14.308        |
| 2013 | 14.666        |
| 2018 | 14.615        |

## Geografie
De gemeente ligt op ongeveer 97 meter boven zeeniveau.
Vinci grenst aan de volgende gemeenten: Capraia e Limite, Carmignano (PO), Cerreto Guidi, Empoli, Lamporecchio (PT), Quarrata (PT).

## Bezienswaardigheden
Vinci is de stad waar Leonardo werd geboren. Er is een speciale bibliotheek met aandacht voor zijn studies en een museum waar een grote collectie modellen is te zien van Leonardo's uitvindingen. Het museum wordt jaarlijks door zo'n 130.000 mensen bezocht.
Sinds 15 april 1953 is het museum gevestigd in het Castello dei Conti Guidi. Dit middeleeuws gebouw staat ook bekend als het "scheepskasteel" vanwege zijn langwerpige vorm en de toren die doet denken aan een scheepsmast. De bouw ervan begon in de 12e eeuw. De graaf verloor al snel zijn bestuurlijke taken en daarmee verviel ook de bestuursfunctie van het kasteel. In 1919 werd het kasteel door graaf Giulio Masetti Dainelli da Bagnano aan de gemeente geschonken. Dit in verband met de viering van de 400e sterfdag van Leonardo de Vinci.

## Geboren
- Leonardo da Vinci (1452-1519), homo universalis